# Nekromancie

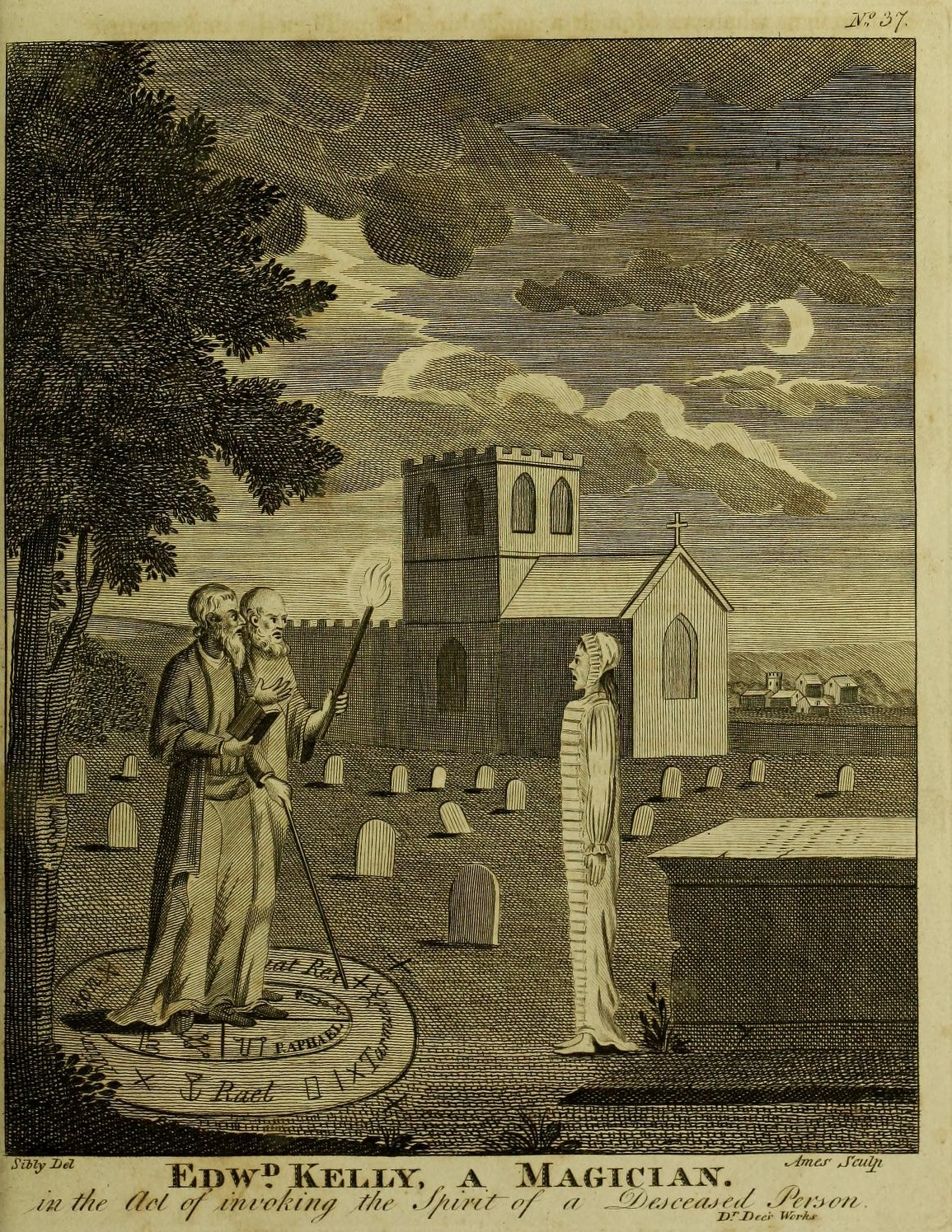
Alchymisté John Dee a Edward Kelley, vyvolávající ducha

Nekromancie (z řeckého νεκρομαντία, nekromantía, ze slov νεκρός – nekrós – mrtvý a μαντεία – manteia – věštění) je forma magické evokace. Jde o cílené vyvolání duše zemřelého se záměrem získat od něj nějakou informaci, případně duchovní ochranu. V literatuře se vyskytují i tvary nigromantie či nigromancie, odvozené z latinského niger („černý“) a řeckého μαντεία, manteia („věštění“), jedná se však o nesprávný tvar, vzniklý ve středověku zkomolením původního řeckého slova. Z tvaru nigromant pak zřejmě vznikl ve slovanských jazycích kalkem výraz černokněžník.
Nekromancie jako věštění prostřednictvím vyvolávání duchů mrtvých byla popisována už starověkými autory, literární popisy je možno najít i u Ovidia a Homéra, faktografičtější popisy například u Strabóna, podle nějž jde o nejobvyklejší formu věštění v Persii, zmínky o ní (spolu s jejím zákazem) je možno najít v Bibli (Deuteronomium 18,11). Nekromancie byla spojena se šamanismem a pohanskými kulty.
Od počátku středověku byla církví přísně trestána, i přesto však byla v lidové magii poměrně rozšířená. V renesanci začala být spojována s černou magií.
Určitým typem nekromancie je spiritismus, tedy vyvolávání duchů zemřelých, který se rozšířil v 19. století. Hermetici 19. století však již považují spiritismus za pokleslou formu nekromantie, kde jsou vyvolávající v moci vyvolaného ducha.
V pověstech a okultních historkách se zemřelí někdy v různých podobách zjevují, aniž by byli vyvoláni, pak se o nekromancii nejedná.

## Vyvolání zemřelého
Nekromant – osoba, pokoušející se evokovat zemřelého – k tomu používá speciálních magických praktik. Používají se různá zaklínání a magické artefakty, například svíce nebo speciální nekromantická kuřidla, protože mrtvý se prý materializuje z dýmu. Nekromant musí určitou dobu před evokací dodržovat půst, sexuální abstinenci, vyvarovat se požívání alkoholu, vybrat si astrologicky správný čas. Čarodějné knihy obsahující návody k vyvolání zemřelých se nazývají grimoáry. Nekromant si rovněž může navodit potřebný sen, takže k evokaci zemřelého dochází pouze ve spánku.

## Nekromancie v literatuře
Ve fantasy literatuře a hororech se význam posunul a nekromancie zde zpravidla znamená magické procedury, vedoucí k vytvoření nemrtvých. Zde se rovněž vyskytuje pojem nekromant – mág, zpravidla záporná postava, zabývající se nekromancií v tomto smyslu.

## Výzkum ve Spojených státech amerických
Jak uvedl v září 2023 Náboženský infoservis, z nedávno publikovaných výsledků ve Spojených státech vyplynulo, že více než polovina (53 %) dospělých Američanů tvrdí, že je někdy navštívil mrtvý člen rodiny 

– ve snu (46 %) 

nebo i v jiné formě (31 %). 

Ve výzkumu 34 % respondentů uvedlo, že posledních 12 měsících „pocítilo přítomnost” mrtvého příbuzného, 
 
28 % vyprávělo zemřelému příbuznému o svém životě, 

přibližně šestina Američanů se setkala s tím, že s nimi mrtvý člen rodiny komunikoval. 

Celkem 44 % dospělých Američanů uvádí, že v uplynulém roce mělo alespoň jednu z těchto tří zkušeností – častěji ženy (53 %) než muži (35 %).